# Avrigny
 Avrigny  es una población y comuna francesa, en la región de Picardía, departamento de Oise, en el distrito de Clermont y cantón de Clermont.

## Demografía
| 285 | 269 | 242 | 265 | 294 | 320 |
| Para los censos de 1962 a 1999 la población legal corresponde a la población sin duplicidades (Fuente: INSEE [Consultar]) |     |     |     |     |     |